# Sátoraljaújhely
Sátoraljaújhely [šátorajjaújhej] (slovensky Nové Mesto pod Šiatrom; německy Neustadt am Zeltberg; v jidiš איהעל‎) je okresní a historicky župní město v severovýchodním Maďarsku u hranic se Slovenskem. Žije zde přibližně 13 tisíc obyvatel. Na protější straně hranice se nachází slovenská obec Slovenské Nové Mesto, původně předměstí Sátoraljaújhelye.

## Poloha
Město leží v severovýchodní části župy Borsod-Abaúj-Zemplén, při řece Bodrog na úpatí Slanských vrchů, zhruba 80 km severovýchodně od župního města Miškovce (Miskolc). Nachází se přímo na hranici se Slovenskem, kterou zde tvoří říčka Roňava. 

## Dějiny
Osada Sátor-Alja (tzn. „Pod Stanem“) zde existovala už v 10. století, první záznam o trvalém osídlení pochází už z roku 904. Po zničení Tatary v 13. století byla znovu vybudována (Új-Hely doslova znamená „nové místo“). Lokalita nového sídla byla ale změněna, neboť původní osadu ohrožovaly časté záplavy. Městská práva získala obec v roce 1261 od mladšího krále Štěpána V. Z téhož roku pochází také první zmínka o městě a místním hradu.
V roce 1351 jej uherský král Ludvík I. daroval synovi poraženého litevského knížete, knížeti Teodorovi Koriatovičovi, který jej dosídlil rusínským obyvatelstvem. Po celé 13. a 14. století byl královským majetkem.
Roku 1566 bylo vypáleno tureckou armádou při osmanském postupu do Uher. Následovala obnova a přestavba hradu. Od roku 1573 byl součástí vlastnictví šlechtického rodu Dobó. V letech 1605 až 1607 jej obýval Štěpán Bočkaj.
Roku 1739 zde vypukla epidemie moru.
Město bylo po staletí správním střediskem Zemplínské župy. Část života zde strávilo několik velkých osobností uherské kultury a politiky, jako Lajos Kossuth, Gyula Andrássy starší nebo Ferenc Kazinczy. Za uherského povstání v letech 1848–1849 bylo město významnou pevností revolucionářů. Sousední město Sárospatak, sídlo mocného rodu Rákóczi, bylo rovněž významným kulturním střediskem.
Roku 1871 sem byla přivedena železnice od Miškovce, která dále pokračovala do Humenného (později prodloužena přes Lupkovský průsmyk na Halič). Jednalo se o tzv. maďarskou severovýchodní dráhu. Po vybudování odbočky směr Čop a Užhorod roku 1872 zde vznikl významný železniční uzel. Rozvoj infrastruktury byl rychlý: městská elektrárna byla postavena v roce 1896 a vodovodní a kanalizační síť byla dána do užívání v roce 1906. V roce 1890 se vedení města rozhodlo nechat postavit novou nemocnici, ta nahradila původní špitál, který zde stál již od 30. let 19. století. Rozvíjel se i společenský život – od roku 1862 vycházely „Zemplínské okresní noviny“, od roku 1870 do roku 1944 noviny „Zemplén“. Bylo postaveno divadlo (1883), založen Kazinczyho kroužek (1902), založeny sportovní kluby (1890), otevřena tělocvična a také lázně (1900). Stejně jako v celém tehdejším Uhersku nicméně slibný rozvoj přerušila první světová válka a následný zmatek a rozdělení země.
Po první světové válce bylo severovýchodní předměstí města Trianonskou smlouvou roku 1920 přiřčeno nově vzniklému Československu, a to především ze strategických důvodů, neboť tudy vedlo jediné železniční spojení ze Slovenska na Podkarpatskou Rus. Nově vzniklá obec a nádraží dostaly název Slovenské Nové Mesto. Hranice byla vedena po říčce Roňavě. Během války mezi Československem a Maďarskem v letech 1919 až 1920 bylo město nakrátko obsazeno československým vojskem. Během maďarské okupace jižního Slovenska (první vídeňská arbitráž) v letech 1938 až 1945 bylo celé město opět dočasně sjednoceno.
Po maďarské územněsprávní reformě roku 1950, kdy byla Zemplínská župa sloučena s Boršodem a Abovem do župy Borsod-Abaúj-Zemplén s centrem v Miškovci, ztratilo Sátoraljaújhely své postavení župního města a i vlivem polohy na hranici (během období komunismu neprůchodné, neboť zde nebyl zřízen přechod)[zdroj?] byl jeho rozvoj utlumen. Rozhodnutí přenést regionální centrum do Miskolce vycházelo z rozhodnutí tehdejší maďarské vlády, která chtěla jednak zrušit "okleštěné" župy, jejichž území přerušily hranice stanovené Trianonem. To se projevilo na stagnujícím počtu obyvatel, který je na počátku 21. století zhruba stejný jako na počátku 20. století a nedosahuje hodnot z roku 1930 (18 a půl tisíce obyvatel). Situaci nezměnila ani změna správních hranic v závěru 20. století; obce Rudabányácska a Széphalom patří k městu od roku 1981 a Károlyfalva potom od roku 1985.
V 80. letech byla zrušena také lesní železnice, která směřovala do Slanských vrchů.

## Členění města
Město se skládá z následujících 3 místních částí:
- Sátoraljaújhely
- Károlyfalva
- Rudabányácska

## Služby
Ve městě se nachází základní škola, dále pak banka, pošta, nemocnice, knihovna, muzeum, čerpací stanice, lékárna, obchody s potravinami (Lidl, Penny Market, TESCO), několik restaurací a různá ubytovací zařízení.
Ve městě stojí také továrna na výrobu tabákových výrobků.

## Doprava
Sátoraljaújhely leží přímo u slovenské hranice. Město má vlakové nádraží, jedná se o koncovou pohraniční stanici na trati č. 80 Hatvan–Miskolc–Szerencs–Sátoraljaújhely, která má přímé vlakové spojení i s Budapeští. Vedle železniční stanice je rovněž autobusové nádraží. Městem prochází také hlavní silnice č. 37. Je zde silniční i železniční hraniční přechod do Slovenského Nového Mesta (osobní železniční spojení však v současnosti není provozováno). Původně existovalo spojení i do města Borša, nicméně zde byly koleje sneseny.

## Rodáci
Imre Révész (1859–1945), malíř, grafik

## Partnerská města
- Franeker, Nizozemsko (1991)
- Krosno, Polsko (2006)
- Lohja, Finsko (1990)
- Michalovce, Slovensko
- Opole Lubelskie, Polsko (2003)
- Sărățeni, Rumunsko (1990)
- Sindos, Řecko (2000)

## Fotogalerie

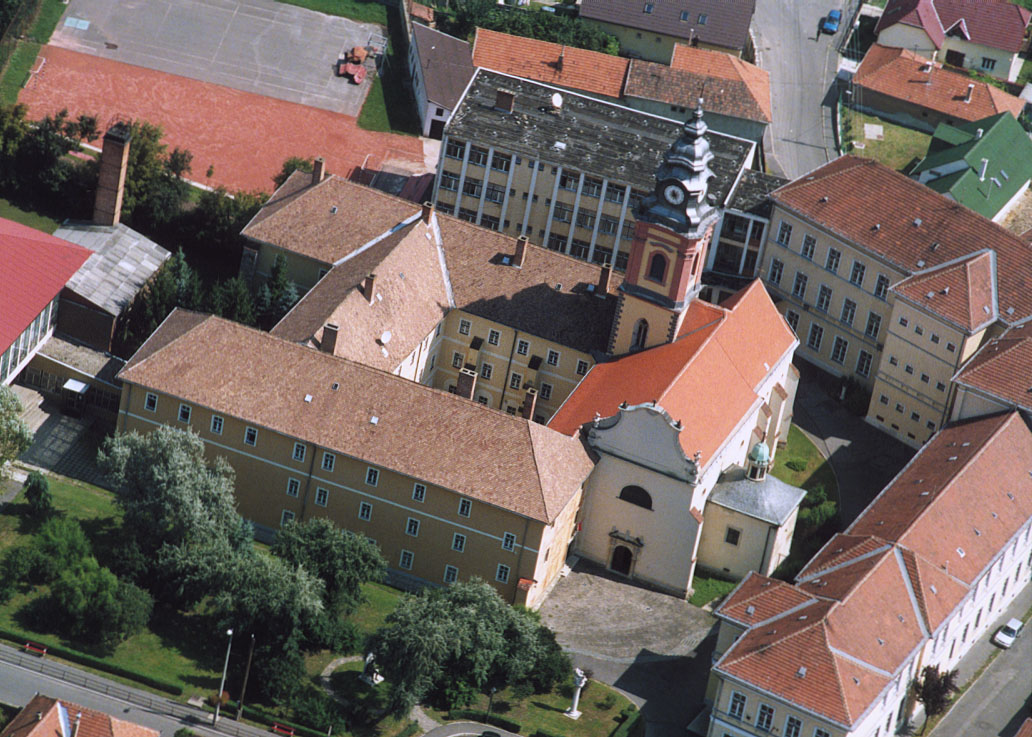
Pohled na klášter piaristů
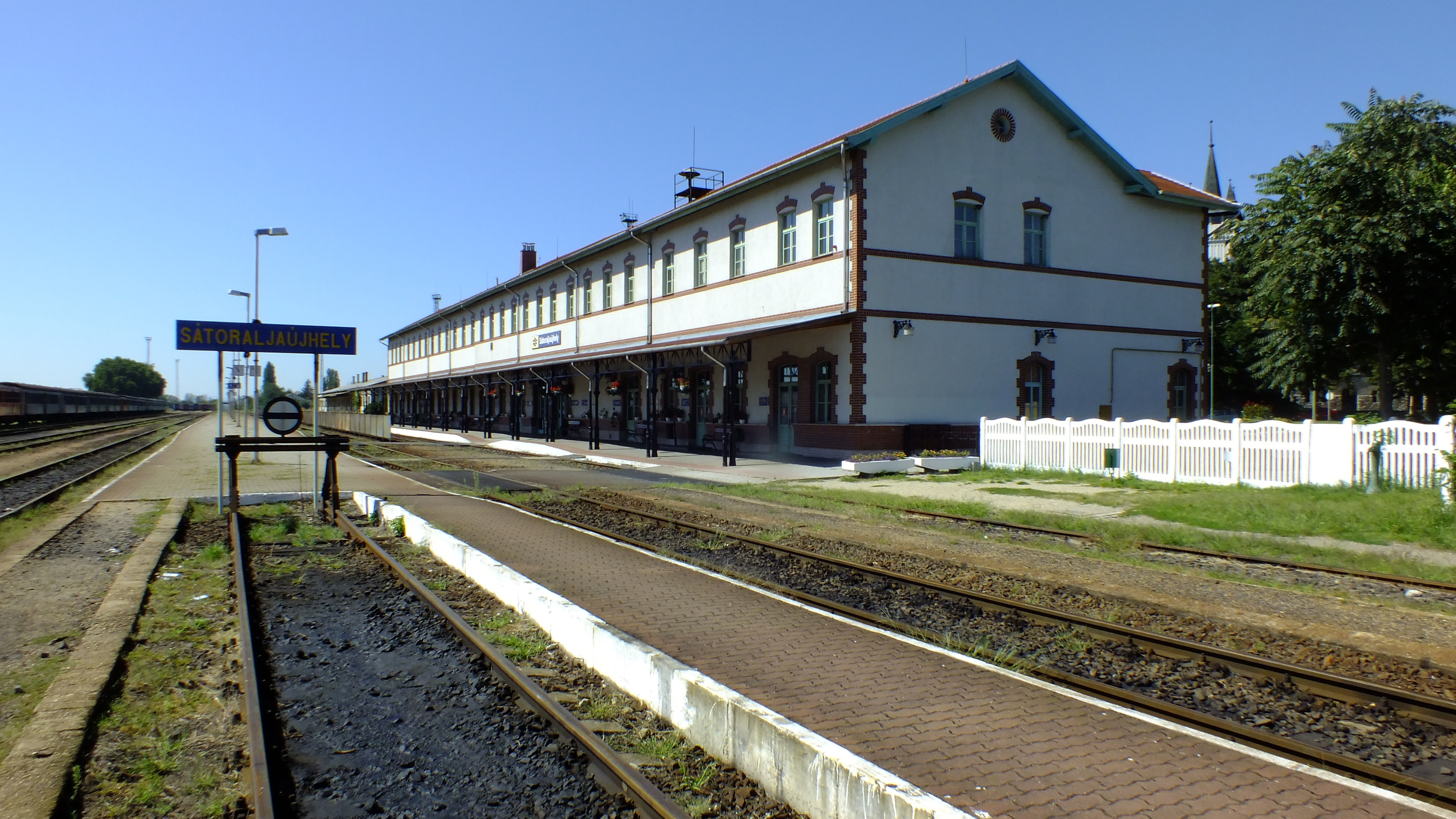
Železniční stanice
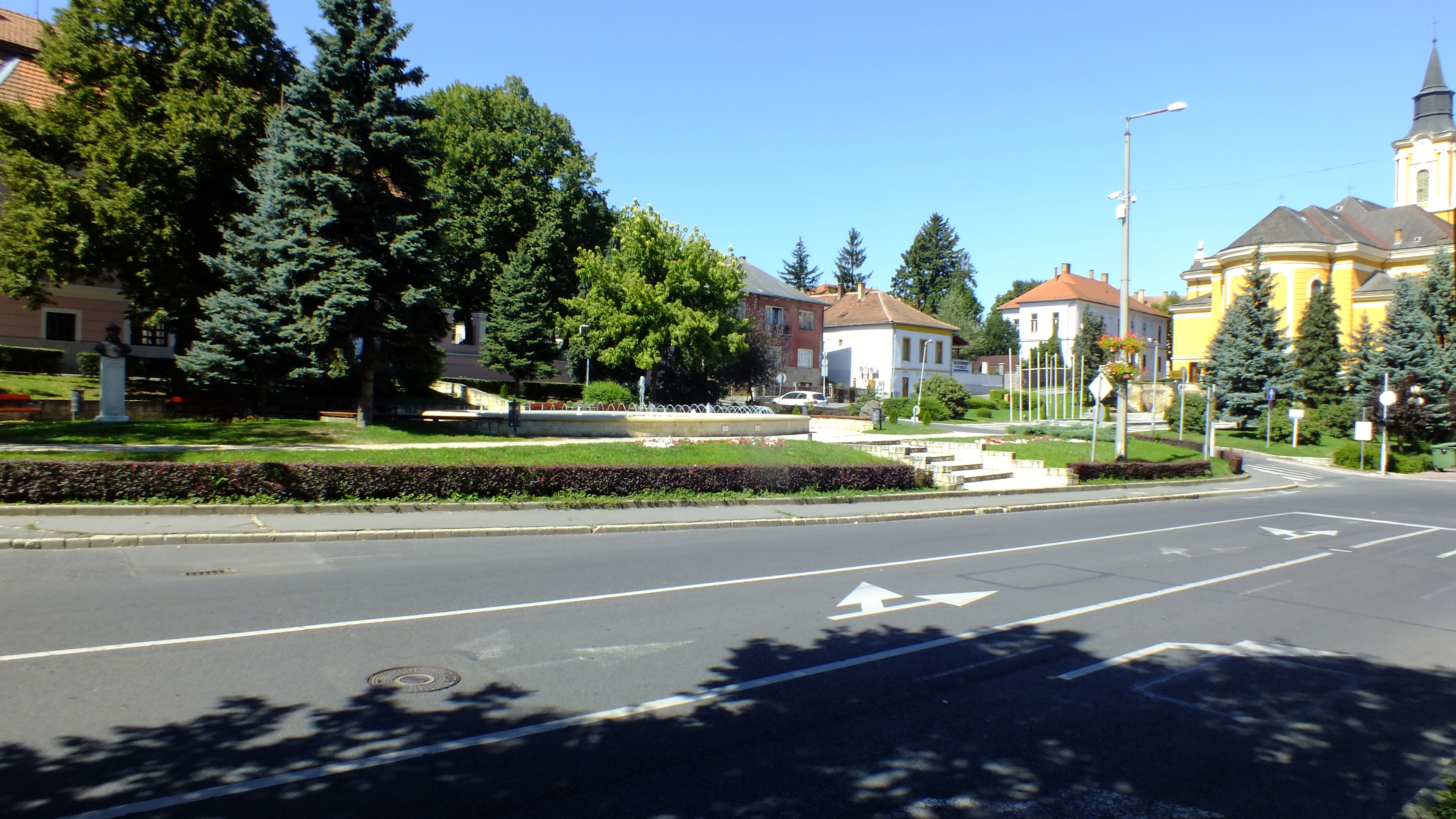
Centrum města
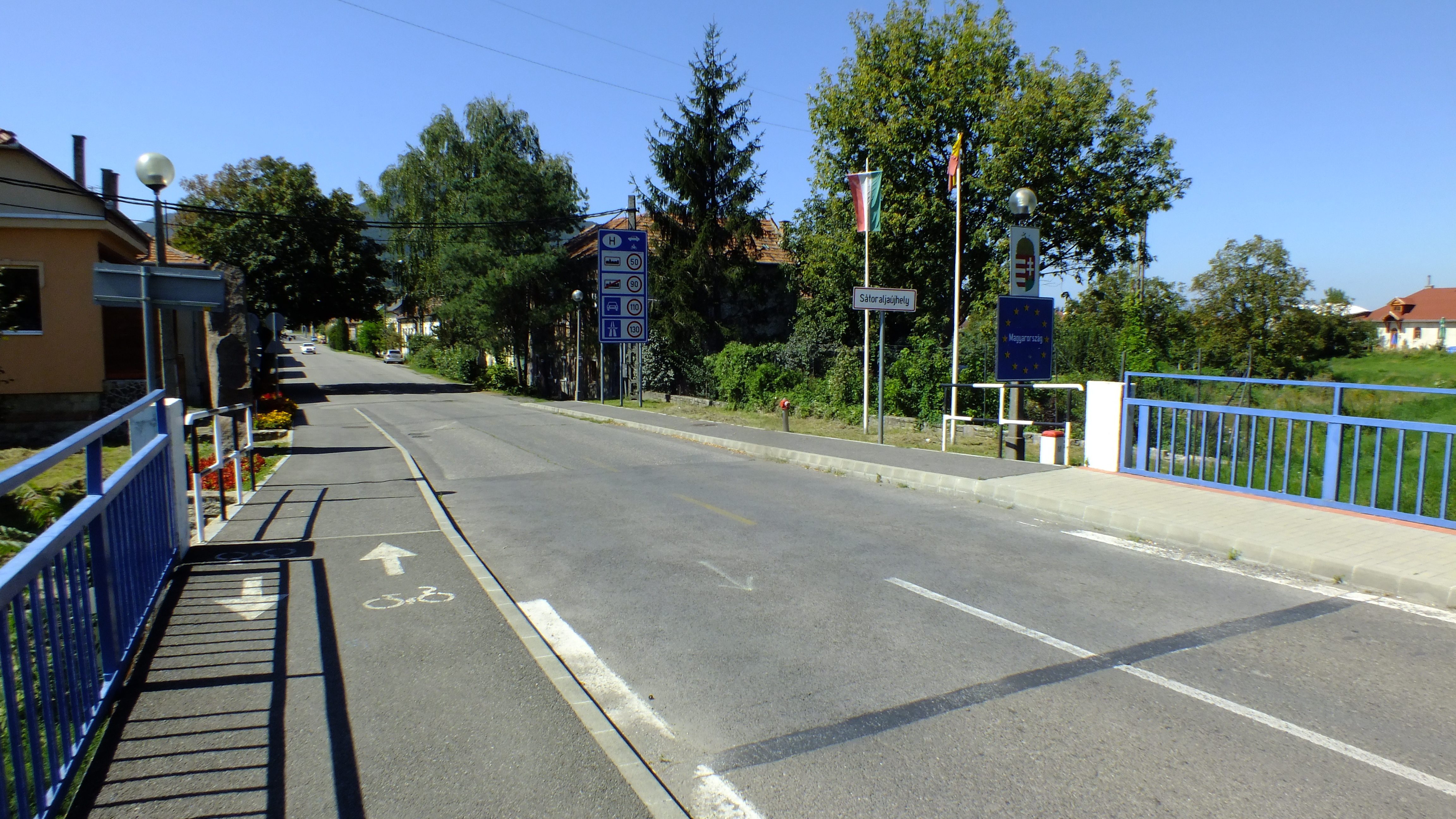
Pohled do města ze sousedního Slovenska
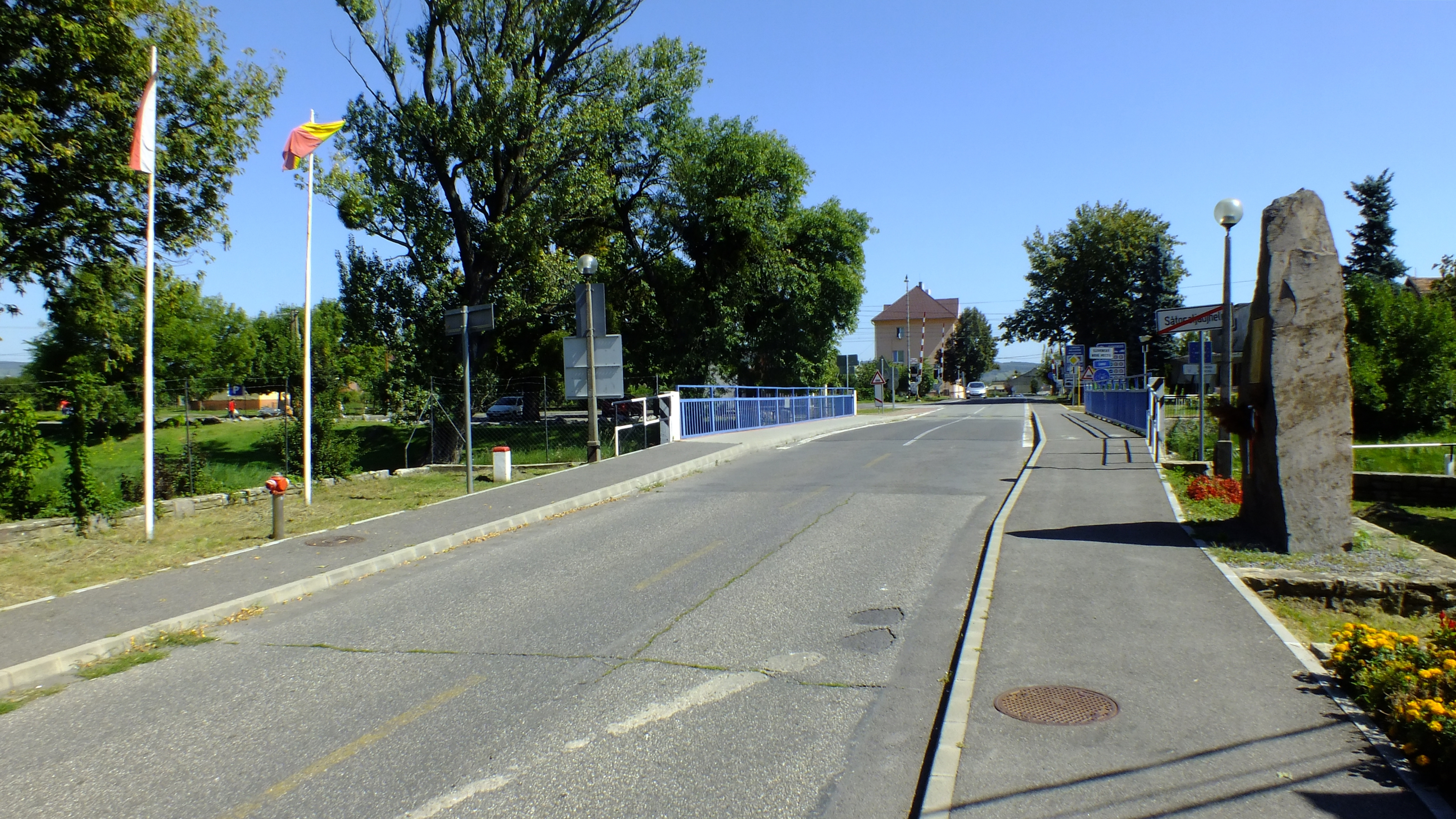
Slovenská hranice